# شاهقلی‌کندی
شاهقلی‌کندی یکی از روستاهای استان آذربایجان شرقی است که در دهستان چاراویماق مرکزی بخش مرکزی شهرستان چاراویماق واقع شده‌است.این روستا ۱۶۱ نفر جمعیت دارد.